# Aleksei Vakhonin
Aleksei Vakhonin (rus: Алексей Иванович Вахонин)  (Gavrilovka, 10 de març de 1935 - Xakhti, 1 de setembre de 1993) fou un aixecador rus que va competir sota bandera soviètica durant la dècada de 1960.
El 1964 va prendre part en els Jocs Olímpics d'Estiu de Tòquio, on va guanyar la medalla d'or en la prova del pes gall del programa d'halterofília.
En el seu palmarès també destaquen tres medalles d'or en la categoria del pes gall al Campionat del Món d'halterofília, el 1963, 1964 i 196; i tres d'or i una de bronze al Campionat d'Europa d'halterofília de 1963, 1965, 1966 i 1968 respectivament, també en el pes gall. A nivell nacional es proclamà sis vegades campió soviètic (1961-1964, 1966 i 1967). Va establir sis rècords mundials i 20 rècords nacionals.
El 1964 va rebre l'Orde de la Insígnia d'Honor. Es va retirar el 1970, per passar a treballar com a miner i entrenador d'halterofília. Els darrers anys de la seva vida fou un addicte a l'alcohol, cosa li provocà la mort en una baralla el 1993. Des del 1994 se celebra un torneig d'halterofília en honor seu a Xakhti, la ciutat on va viure els seus darrers anys.